# 弗朗茨·马滕克洛特
弗朗茨·马滕克洛特（1884年11月19日—1954年6月28日）是第二次世界大战期间纳粹德国国防军的一名将军。
马滕克洛特出生于西里西亚，1903年他成为一名军官并参加了第一次世界大战，战后马滕克洛特选择留在兵力耗尽的魏玛共和国军队中。第二次世界大战开始时，马滕克洛特已经成为了一名少将。虽然战争初期马腾克洛特仅有限地参与了1940年的法国战役，但其领导的部队在1941年德国入侵希腊以及同年晚些时候围困塞瓦斯托波尔和克里米亚的行动中发挥了决定性的作用，因而晋升为步兵上將，获得骑士铁十字勋章。1944年，马滕克洛特被选为纳粹德国第六军区的军区司令，并在1945年春季与进攻德国本土的盟军进行战斗，最终在该年5月向盟军投降。
尽管马滕克洛特在二战期间在东线和西线的战争中都犯下了战争罪行，但在军事法庭审判中躲过了针对他的所有战争罪行指控，最终无罪释放。1954年，马滕克洛特在布劳恩拉格去世。

## 童年与第一次世界大战
弗兰茨·马滕克洛特于1884年11月19日出生在普鲁士西里西亚省的格伦贝格（Grünberg）小镇，他的父母分别是迪特里希·马滕克洛特（Dietrich Mattenklott）和妻子埃尔弗里德·马滕克洛特（Elfriede）（原姓杜滕霍夫）。迪特里希·马滕克洛特曾担任西里西亚上普里岑糖厂的厂长，是当时德意志帝国颇为显赫的地主阶级。
在完成中学学业后，弗朗茨·马滕克洛特萌生出参军入伍的想法，向要求父亲加入阿尔萨斯-洛林梅斯的一个步兵团。1903年12月28日，他成功通过了笔试考核，以候选军官的身份加入普鲁士陆军，并于1905年获得了正式的军官任命。直到1912年，马滕克洛特已经晋升为该团第一营的副营长，同时因为一战期间表现出色，获授上尉军衔。

## 第二次世界大战

### 驻扎边境
二战刚开始时，德国的主力装甲部队大多数都被调往波兰作战，但随着英法等国先后向德国宣战，其在西部边境的防守压力剧增，届时驻扎在西南部的马滕克洛特部便只能挑起守卫边境的大梁。当时，他仅有三个团（两个步兵团和一个炮兵团）的兵力供他调度，这对保卫与卢森堡和邻近法国部分的边境来说可谓杯水车薪。
几周之后，也就是1939年9月19日，马滕克洛特指挥的部队被重组为第72步兵师，总部设在科布伦茨。鉴于其主要承担的是防守任务，所以他们能够得到的兵员质量参差不齐，大多只能由低战斗能力的部队组成。接下来的几个月，在波兰战役进行期间，马滕克洛特仍然在西线驻守。除了发生在边境线上的一些小规模战斗外，他没有参与更多以及更高级别的战争。不过1940年2月，在德国进攻法国前几个月，马滕克洛特被提拔为中将，以表彰其在边境防卫工作中的出色贡献。

### 巴尔干战场和入侵希腊
1941年，在法国进行了的短暂补给后，马滕克洛特率领的第72步兵师被部署到了当时的轴心国成员保加利亚地区，目的是参加入侵希腊行动，即“玛丽塔行动”。第72步兵师被编入弗朗茨·博梅将军的第18山地军以及威廉·李斯特元帅的第12集团军。他们将面对希腊的三个师和希腊-保加利亚边境山区戒备森严的梅塔克萨斯防线。
战斗爆发后，马滕克洛特指挥的第72步兵师需要突破希腊军队在内夫罗科普西南部的防线，并进一步向西南推进到塞雷斯，然后转向北面从后方进攻鲁佩尔堡，目标是占领被称为鲁佩尔山口的狭窄山谷，以便德军控制这个重要的补给枢纽。可是直到1941年4月6日的晚上，马滕克洛特的部队都未能突破梅塔克萨斯防线，且损失惨重。李斯特下令第72步兵师在当天务必突破防线，马滕克洛特只能继续尝试，终于在第二天撕开了希腊军在西南侧的一处防线，但由于仓促的突破以致于军队被迫在山地行进，延缓了向塞雷斯推进的速度。好在尽管大部分希腊部署在防线的部队一直坚守到了4月9日，但由于希腊主力部队被德军的高机动性分割包围且几乎被歼灭殆尽，希腊南部的守军最终于当天投降。马滕克洛特在总结这场战斗时，赞扬了希腊军队的坚忍不拔和勇敢。在防线彻底瓦解后，第18山地军顺利挺进了色萨利。德军其余部队则分别占领了希腊西北部的各个战略要地，并于6月攻上克里特岛后完全占领了希腊。

### 入侵苏联

#### 围攻塞瓦斯托波尔
1941年6月22日，也就是巴巴罗萨行动开始时，马滕克洛特的第72步兵师正驻扎在罗马尼亚，并且是作为预备队隶属于南方集团军群第11集团军。该师最初在乌克兰的尼古拉耶夫附近作战，然后越过第聂伯河（这是向克里米亚推进的关键点）向塞瓦斯托波尔进发。马滕克洛特在克里米亚战役期间率领第72步兵师，于深秋到达塞瓦斯托波尔。1941年10月1日，马滕克洛特晋升为步兵上将。
由于在1941年11月上半月围攻塞瓦斯托波尔期间表现出色，马滕克洛特被授予骑士铁十字勋章。在克里米亚作战期间，马滕克洛特面临特别行动队对犹太人的谋杀，当400名犹太男子和10名妇女因“破坏行为"而被枪杀时，马滕克洛特向特别行动队的负责人“表达了他的认可和感谢”。
在接下来的几个月里，第11集团军在埃里希·冯·曼施坦因的指挥下，继续围攻塞瓦斯托波尔。1941年12月下旬，苏联对刻赤海峡和费奥多西亚发动两栖攻击，夺回刻赤及其半岛，同时切断了汉斯·冯·斯波内克中将的第42军的退路。尽管曼施坦因明确命令斯波内克坚守阵地，但随着从塞瓦斯托波尔出发的苏军部队抵达，斯波内克立刻带领第42军撤退。曼斯坦因对斯波内克的抗命行为感到愤怒，下令解除他的指挥权，并由刚刚担任第30军指挥官的马滕克洛特接替他。马滕克洛特接手的第42军与第30军一起在接下来的几个月里与克里米亚东部的苏军进行了激烈的战斗。尽管他们成功击退了苏军的进攻，但也遭受了巨大的损失。

#### 反攻及占领克里米亚
1942年5月，马滕克洛特率领他的部队发起了特拉彭贾格德行动，试图摧毁苏联在刻赤半岛的临时基地。他们成功包围并歼灭了数支红军部队，杀死及俘虏了大约175000名苏军士兵，而第30军和第42军的损失却不到3500人。
1942年7月，马滕克洛特成功占领克里米亚后，下令第42军仍在克里米亚半岛驻扎，而马滕克洛特则于1942年8月24日被任命为克里米亚指挥官（Befehlshaber Krim）。可是刚刚上任，他就面临着补给短缺以及当地民众暴动等问题。出于对军民关系的担忧，马滕克洛特在该年9月写信给南方集团军群指挥部，表示德国军队不应该向当地民众做出无法完成的承诺，然而，南方集团军指挥部并没有给予任何回应。马滕克洛特一直担任克里米亚指挥官直到1943年4月。

#### 库尔斯克战役及逐渐边缘化
马滕克洛特在1943年7月的库尔斯克战役期间指挥第42军作战，但他的部队仅仅在对红军的最后一次重大进攻中发挥作用，其余时间一直作为预备队在后方待命。1944年1月，马滕克洛特暂时将第42军的指挥权移交给第112步兵师师长西奥-赫尔穆特（西奥博尔德）利布中将。同月，红军在科尔松-切尔卡瑟合围行动中试图围歼缺少马滕克洛特指挥的第42军和第11军以及军团B支队（Korpsabteilung B）。在随后的战斗中，反纳粹自由德国全国委员会主席、炮兵上将瓦尔特·冯·塞德利茨·库尔茨巴赫写信给马滕克洛特和其他指挥官，敦促他们投降以防止继续战争后发生的破坏，然而这个建议遭到大多数军官的拒绝。在数周的艰苦战斗后，德军成功完成突围，而马滕克洛特在此期间仅负责检查军队的补给情况以及撰写战后报告（Abschlussmeldung）和伤亡估计并转移伤员。在接下来的几个月里，老马滕克洛特（当时已经59岁）除了在乌克兰西北部的科韦利战役中帮助德国部队摆脱苏联军队的包围之外，并没有在军事上发挥重要作用。

## 战争尾声

### 职位调动
1944年6上旬，威斯特法伦第六军区（Wehrkreis VI）指挥官、步兵上将格哈德·格洛克（Gerhard Glokke）因心脏病去世，马滕克洛特因为东线战场的出色表现被选为他的继任者，自1944年6月15日起正式担任。

### 被政变波及
马滕克洛特并没有反纳粹情绪，但他不知道的是，他所在的第六国防军军区的一些军官参与了针对希特勒的军事抵抗。1944年7月20日，克劳斯·冯·施陶芬贝格上校在东普鲁士的希特勒总部“狼穴”引爆了一枚炸弹后，“7月20日密谋案”正式启动。马滕克洛特手下的密谋者马丁·巴特尔斯中校敦促他的上级离开总部以便其进行哗变演讲。然而，马丁的计划很快就失败了，经验丰富的马滕克洛特没有上当。此后不久，柏林的哗变行动组成员命令退休陆军元帅埃尔温·冯·维茨莱本签署一项逮捕令，要求立即逮捕国防军中的纳粹党成员。马滕克洛特仍然不确定具体情况和事态走向，只能按兵不动。直到政变失败的消息传到他手中。马滕克洛特才意识到自己的选择是十分正确的。

### 西线最后的抵抗与投降
1945年春季，盟军挺进德国西部，马滕克洛特接到了上级要求死守的命令，他立即率领国防军部队在帕德博恩周边地区建立防线，对进攻德国本土的盟军进行抵抗。1945年4月1日，马滕克洛特通知他的上级、西部地区最高指挥官阿尔伯特·凯塞林元帅，帕德博恩在“守卫到最后一人”后被敌人夺走。两天后，马滕克洛特接到了新的任务，任务要求控制条顿堡森林以确保不重蹈阿登森林的覆辙，但凯塞林也警告他不能将全部的兵力都部署在那里。
几天后，马滕克洛特以叛国罪下令处决时任莱姆戈市市长的威廉·格拉弗，因为这位市长试图向美国陆军投降。但仅仅几周后，马滕克洛特本人就向盟军投降。

## 战后及逝世
在投降后，马滕克洛特被暂时囚禁以待审判，在囚禁期间，他撰写了好几份历史手稿，其中就包括一份关于库尔斯克战役的报告。在之后的审判中，马滕克洛特成功避免了对他的所有战争罪行指控。1948年，他还作为汉斯·冯·萨尔穆特将军的下属，在最高统帅部审判中担任了萨尔穆特的辩护证人。
1954年6月28日，马滕克洛特在下萨克森州哈尔茨山脉的度假胜地布劳恩拉格度过了生命的最后几年，享年69岁。